# Quick Step and Side Kick
Quick Step and Side Kick är ett album av den brittiska synthpop-gruppen Thompson Twins utgivet i februari 1983. Det var gruppens första album som trio och det första som blev en kommersiell framgång. Det nådde 2:a plats på den brittiska albumlistan.
Den engelska kassettutgåvan innehåller en hel sida med remixversioner. Dessa finns med på återutgåvan av albumet (2CD) som utkom 2008. Den innehåller även alla singelversioner och b-sidor. I USA och Kanada utgavs albumet med titeln Side Kicks.

## Utgåvor och låtförteckning

### UK LP album
Sida A
1. "Love on Your Side" - 4:25
2. "Lies" - 3:12
3. "If You Were Here" - 2:55
4. "Judy Do" - 3:47
5. "Tears" - 5:02

Sida B
1. "Watching" - 3:58
2. "We Are Detective" - 3:05
3. "Kamikaze" - 3:55
4. "Love Lies Bleeding" - 2:49
5. "All Fall Out" - 5:26

### UK kassettalbum
Sida A
1. "Love on Your Side" - 4:25
2. "Lies" - 3:12
3. "If You Were Here" - 2:55
4. "Judy Do" - 3:47
5. "Tears" - 5:02
6. "Watching" - 3:58
7. "We Are Detective" - 3:05
8. "Kamikaze" - 3:55
9. "Love Lies Bleeding" - 2:49
10. "All Fall Out" - 5:26

Sida B
1. "Love Lies Fierce" - 6:45 (Dub remix of "Love Lies Bleeding").
2. "Long Beach Culture" - 6:48 (Extended version of "Beach Culture")
3. "No Talkin'" - 6:18 (Dub remix of "Lies")
4. "Rap Boy Rap" - 7:22 (Original 12" version of "Love On Your Side")
5. "Frozen In Time" - 6:28 (Dub remix of "Kamikaze")
6. "Fallen Out" - 3:30 (Dub remix of "All Fall Out")

### Kanadensisk utgåva (ARISTA AL 9624)
Sida 1
1. Love on Your Side
2. Tears
3. Lies
4. We Are Detective
5. Love Lies Bleeding

Side 2
1. Watching
2. If You Were Here
3. Kamikaze
4. Judy Do
5. All Fall Out

### 2008 Expanded Edition, 2-CD
CD 1
1. "Love on Your Side" - 3:33
2. "Lies" - 3:13
3. "If You Were Here" - 2:56
4. "Judy Do" - 3:48
5. "Tears" - 5:02
6. "Watching" - 3:58
7. "We Are Detective" - 3:06
8. "Kamikaze" - 3:55
9. "Love Lies Bleeding" - 2:50
10. "All Fall Out" - 5:28
11. "Love Lies Fierce" - 6:45
12. "Long Beach Culture" - 6:48
13. "No Talkin'" - 6:18
14. "Rap Boy Rap" - 7:22
15. "Frozen In Time" - 6:28
16. "Fallen Out" - 3:30

CD 2
1. "Lies (Single Remix)" - 3:15
2. "Love on Your Back" - 4:06 (Original B-Side of the "Love On Your Side" 7" Single)
3. "Lucky Day" - 3:52 (Original B-Side of the "We Are Detective" 7" Single)
4. "Dancersaurus" - 4:40 (Original B-Side of the "Watching" 7" Single)
5. "Lies (Bigger And Better)" - 6:35 (Original 12" remix of "Lies")
6. "Beach Culture" - 3:55 (Original B-Side of the "Lies" 7" Single)
7. "Love On Your Side (No Talkin')" - 5:48 (B-Side of the original "Love On Your Side" 12" Single)
8. "We Are Detective (More Clues)" - 6:00 (Original 12" remix of "We Are Detective")
9. "Lucky Day (Space Mix)" - 6:58 (B-Side of the "We Are Detective" 12" Single)
10. "Watching (You Watching Me)" - 5:48 (Original 12" remix of "Watching")
11. "Dancersaurus (Even Large Reptiles Have Emotional Problems)" - 5:50 (B-Side of the "Watching" 12" Single)

## Singlar
| År   | Singel              | Lista            | Placering |
| ---- | ------------------- | ---------------- | --------- |
| 1982 | "Lies"              | UK Singles Chart | 67        |
| 1982 | "Lies"              | US Billboard 100 | 30        |
| 1982 | "Lies"              | US Dance         | 1         |
| 1983 | "Love On Your Side" | UK Singles Chart | 9         |
| 1983 | "Love On Your Side" | US Billboard 100 | 45        |
| 1983 | "Love On Your Side" | US Dance         | 6         |
| 1983 | "We Are Detective"  | UK Singles Chart | 7         |
| 1983 | "Watching"          | UK Singles Chart | 33        |

## Medverkande
- Tom Bailey - sång, synthesizer, trumprogrammering
- Alannah Currie - xylophone, percussion, sång
- Joe Leeway - congas, synthesizer, sång
- Boris Williams - cymbaler "If You Were Here" & "Tears"
- Grace Jones - bakgrundssång "Watching"
- Monte Brown - gitarr "Watching"
- Ljudtekniker - Phil Thornalley